# Валеремита (Анкона)
Валеремита (итал. Valleremita) насеље је у Италији у округу Анкона, региону Марке.
Према процени из 2011. у насељу је живело 100 становника. Насеље се налази на надморској висини од 451 м.